# Jean-Michel Lasry
Jean-Michel Lasry, né en 1947, est un mathématicien français, professeur associé à l'université Paris-Dauphine.

## Biographie
Ancien élève de l'École normale supérieure de Saint-Cloud et chargé de recherches au CNRS, il est docteur en mathématiques et titulaire d'une maîtrise d'économie.
Il enseigna les mathématiques à l'université Paris-Dauphine, à l'École polytechnique, avant de mener une carrière bancaire successivement à la Caisse des dépôts, à Paribas et au sein du groupe Crédit agricole (Calyon).
Il est avec Pierre-Louis Lions, Henri Verdier et Olivier Guéant l'un des fondateurs de MFG Labs, aujourd'hui propriété de Havas Media.

## Travaux
Ses travaux ont porté sur les équations aux dérivés partielles, le contrôle optimal et les mathématiques financières.
Il est à l'origine, avec Pierre-Louis Lions et Nizar Touzi notamment, des applications du calcul de Malliavin à la finance. Plus récemment, il est avec Pierre-Louis Lions à l'origine de la théorie des jeux à champ moyen.
Enfin, il s'est intéressé aux liens entre finance et développement durable en créant avec Calyon et EDF la chaire finance et développement durable de l'université Paris-Dauphine.